# ダイトウシロダモ
ダイトウシロダモ（大東白梻、学名: Neolitsea sericea var. argentea）は、クスノキ科シロダモ属の1種であるシロダモの1変種である。葉裏の毛は赤みのない銀灰色であること、果実がやや大きいことで、基準変種とは区別される。ただし、分類学的に分けないこともある。大東諸島のみから知られている。

## 特徴
常緑高木、樹高は10メートル (m) に達する。幹は直立し、暗緑色の小枝を多数分枝する。葉は互生、小枝の先にまとまってつき、長さ2–4センチメートル (cm) の葉柄をもち、葉身は長楕円形で長さ 7–15 cm、先端は鈍く尖り、3行脈が目立ち、裏面は白色を帯びる。雌雄異株。花期は春。果実は赤色に熟し、倒卵形で長さ15–18ミリメートル (mm)。

## 分布
日本の固有変種であり、沖縄県の大東諸島（北大東島・南大東島）のみに分布する。石灰岩地の常緑樹林内に生育する。南大東島の大東神社にはダイトウシロダモの優占する低木林がある。

## 保全状況評価
絶滅危惧IB類 (EN)（環境省レッドリスト）
大東諸島のみから知られており、もともと自生地と個体数が限られているが、開発に伴う森林の減少で個体数はごく少なくなっている。環境省版レッドリストでは絶滅危惧IB類に指定されている。また、生育地である沖縄県では、準絶滅危惧とされている。

## 分類
葉裏の毛が銀灰色で全く赤みがないこと、果実が長さ 15–18 mm と大きいこと（基準変種では 12–15 mm）で、基準変種のシロダモ（Neolitsea sericea var. sericea）とは区別され、変種（Neolitsea sericea var. argentea）として扱われる。ただし、分類学的に分けないこともある。